# 松殿忠冬
松殿 忠冬（まつどの ただふゆ）は、鎌倉時代後期から南北朝時代にかけての公卿。正二位権中納言・松殿冬房の子。官位は従二位・権中納言。

## 出自
藤原北家松殿流嫡流。松殿家の初代は松殿基房だが、治承・寿永の乱の最中に基房が失脚した後生まれた四男の松殿忠房の直系子孫がその後続く事となる。その後松殿家は良嗣系と兼嗣系に分かれるが、冬房は良嗣の子であり、直冬は孫にあたる。兼嗣系では通輔、忠嗣、冬輔と続き、忠嗣は忠冬の又従兄弟にあたる。

## 経歴
永仁6年（1298年）に従五位下、乾元2年（1303年）に侍従、延慶4年（1311年）に右近衛少将、応長2年（1312年）に正四位下、正和5年（1316年）には右近衛中将と昇進する。この時期は持明院統・花園朝期であり、父・冬房も正二位・権中納言まで昇進した。しかし、文保の和談で大覚寺統の尊治親王（後醍醐天皇）が即位すると父共々昇進は停滞する。
嘉暦4年（1329年）に左近衛中将。鎌倉幕府滅亡後の後醍醐天皇による建武の新政破綻、南北朝分裂後の建武4年（1337年）に従三位となり、公卿に列せられたが既に42歳となっており、父が正四位下から従三位となったのに10年要したのに対し、忠冬は25年も要した。
その後は翌建武5年（1338年）に参議・左近衛中将、暦応5年（1342年）に正三位・権中納言、貞和3年（1347年）に従二位となるが、翌年に薨去。享年53。松殿家は良嗣系は振るわず、兼嗣系の忠嗣が忠冬の官位・官職を越すが、南朝に離反してしまい、以後衰退、戦国時代には断絶する。

## 系譜
- 父：松殿冬房
- 母：不詳
- 妻：不詳
  - 男子：松殿忠隆